# 港南町 (室蘭市)
港南町（こうなんちょう）は北海道室蘭市の地名。港南町一丁目から二丁目の町がある。住居表示実施済み。郵便番号は051-0032。

## 地理
室蘭市の南西部に位置し、西から北に祝津町、北東に築地町、東に小橋内町、南に増市町と接する。

## 地域の特徴
室蘭市の都市計画マスタープランでは蘭西地域に属する。
イヨシサンベ山南東麓の住宅地であり、北東縁を北海道道699号室蘭港線が、南縁を北海道道844号祝津西小路中央線が通る。一丁目に後志森林管理署室蘭治山事業所，港南町会館が、二丁目に室蘭港南簡易郵便局，室蘭市立みなと小学校，ひかりの森幼保園，室蘭市小橋内高区ポンプ場がある。

## 歴史
1919年（大正8年）岡本幹輔が海軍用地の払下げを受け、1931年（昭和6年）有限責任室蘭住宅組合を結成し約3万平方メートルの大地積を購入して分譲。やがてこの地には個性的な洋風・和風の高級住宅が36戸立ち並び、「小橋内の文化住宅」と呼ばれた。1951年（昭和26年）室蘭市立港南中学校が新設され、周辺に住宅・アパートが建ち並び、室蘭営林署が栄町から移転して新住宅街が形成された。2013年（平成25年）港南中学校が閉校、2015年（平成27年）跡地にみなと小学校が開校した。

### 沿革
- 1966年（昭和41年）7月1日 - 港南町一丁目 - 二丁目新設[8]。

### 町名の変遷
| 実施内容          | 実施年月日               | 実施後       | 実施前                               |
| ----------------- | ------------------------ | ------------ | ------------------------------------ |
| 町名新設 住居表示 | 1966年（昭和41年）7月1日 | 港南町一丁目 | 小橋内町（字），築地町（字）の各一部 |
| 町名新設 住居表示 | 1966年（昭和41年）7月1日 | 港南町二丁目 | 小橋内町（字）の一部                 |

## 世帯数と人口
2023年（令和5年）12月31日現在（室蘭市発表）の世帯数と人口は以下の通りである。
| 町           | 世帯数  | 人口    |
| ------------ | ------- | ------- |
| 港南町一丁目 | 313世帯 | 622人   |
| 港南町二丁目 | 373世帯 | 755人   |
| 計           | 686世帯 | 1,377人 |

### 人口の変遷
国勢調査による人口の推移。
| 1995年（平成7年）  | 1,795人 | [ 9 ]  |  |
| 2000年（平成12年） | 1,599人 | [ 10 ] |  |
| 2005年（平成17年） | 1,552人 | [ 11 ] |  |
| 2010年（平成22年） | 1,536人 | [ 12 ] |  |
| 2015年（平成27年） | 1,457人 | [ 13 ] |  |
| 2020年（令和2年）  | 1,419人 | [ 14 ] |  |

### 世帯数の変遷
国勢調査による世帯数の推移。
| 1995年（平成7年）  | 720世帯 | [ 9 ]  |  |
| 2000年（平成12年） | 659世帯 | [ 10 ] |  |
| 2005年（平成17年） | 694世帯 | [ 11 ] |  |
| 2010年（平成22年） | 689世帯 | [ 12 ] |  |
| 2015年（平成27年） | 672世帯 | [ 13 ] |  |
| 2020年（令和2年）  | 647世帯 | [ 14 ] |  |

## 学区
市立小・中学校に通う場合、学区は以下の通りとなる。
| 町           | 街区 | 小学校               | 中学校               |
| ------------ | ---- | -------------------- | -------------------- |
| 港南町一丁目 | 全域 | 室蘭市立みなと小学校 | 室蘭市立室蘭西中学校 |
| 港南町二丁目 | 全域 | 室蘭市立みなと小学校 | 室蘭市立室蘭西中学校 |

## 交通

### 道路
- 北海道道699号室蘭港線
- 北海道道844号祝津西小路中央線

## 施設

### 役所・公的機関
- 後志森林管理署室蘭治山事業所
- 室蘭市小橋内高区ポンプ場

### 公共施設
- 港南町会館

### 教育施設
- 室蘭市立みなと小学校
- ひかりの森幼保園

### 金融機関
- 室蘭港南簡易郵便局

### 教会
- 港南福音教会

### 公園
- 小橋内児童遊園地